# George Glamack
George Gregory Glamack (Johnstown, Pensilvania, 7 de julio de 1919-Rochester, Nueva York, 10 de marzo de 1987) fue un jugador de baloncesto estadounidense que disputó una temporada en la BAA, además de jugar en la NBL, la ABL y la NPBL. Con 1,98 metros de estatura, jugaba en la posición de ala-pívot.

## Trayectoria deportiva

### Universidad
A pesar de un grave problema de visión en un ojo debido a una lesión que se produjo jugando al Fútbol americano en su época de high school, jugó durante tres temporadas con los Tar Heels de la Universidad de Carolina del Norte en Chapel Hill, siendo elegido en 1940 y 1941 como jugador del año de la NCAA, además de ser incluido en ambas temporadas en el primer equipo consensuado All-American. Su mejor anotación en su carrera fueron los 42 puntos que consiguió ante Clemson, batiendo además en su día la mejor anotación en un partido del Torneo de la NCAA, al conseguir 31 ante Dartmouth en 1941, en una temporada en la que promedió 20,6 puntos por partido.

### Profesional
Comenzó su andadura profesional en 1941 en los Akron Goodyear Wingfoots de la NBL, consiguiendo en su primera temporada el premio al mejor novato del año, además de ser incluido en el segundo mejor quintato del campeonato. Tras un paréntesis de dos años debido al servicio militar, regresó en 1944, jugando en los Wilmington Bombers y posteriormente en los Rochester Royals, con los que ganaría en campeonato en 1946 derrotando a los Sheboygan Redskins en la final, siendo incluido esa temporada en el mejor quinteto del campeonato. Fue incluido en el mejor equipo de todos los tiempos de la liga, acabando como el decimosexto mejor anotador de la historia de la competición, promediando 10,5 puntos por partido.
En 1948, el equipo en el que entonces jugaba, los Indianapolis Jets, accedieron a la BAA, jugando una temporada en la máxima competición, promediando 9,3 puntos y 1,7 asistencias por partido.
De vuelta en la NBL al año siguiente, jugó con los Hammond Calumet Buccaneers, y en 1950 fichó por los Grand Rapids Hornets de la efímera NPBL, jugando su última temporada como profesional, en la que promedió 7,7 puntos por partido.

#### Estadísticas en la BAA

##### Temporada regular
| Temporada | Edad | Equipo            | Liga | P  | TIT | MIN | TC  | TCA  | %TC  | 3P | 3PA | %3P | TL  | TLA | %TL  | R.OF. | R.DEF. | REB | ASIS | ROB | TAP | PER | FP  | PTS |
| 1948-49   | 29   | Indianapolis Jets | BAA  | 11 |     |     | 2.7 | 11.0 | .248 |    |     |     | 3.8 | 5.0 | .764 |       |        |     | 1.7  |     |     |     | 2.5 | 9.3 |
| Total     |      |                   | BAA  | 11 |     |     | 2.7 | 11.0 | .248 |    |     |     | 3.8 | 5.0 | .764 |       |        |     | 1.7  |     |     |     | 2.5 | 9.3 |